# دیوید لوئیس (فیلسوف)
دیوید لوئیس (به انگلیسی: David Lewis) (زادهٔ ۱۹۴۱ ـ درگذشت ۲۰۰۱) از بزرگ‌ترین فیلسوفان تحلیلی نیمه دوم قرن بیستم بود.

## زندگی‌نامه
او در سال ۱۹۶۷ در دانشگاه هاروارد شاگرد کواین بود و در همین‌جا بود که برای نخستین بار با جان اسمارت (فیلسوف استرالیایی و از بنیانگذاران نظریه این همانی) ملاقات کرد و با استرالیا مرتبط شد.

## اندیشه
او با نظریه واقع گرایی موجهه (modal realism) معروف است اما در فلسفه زبان، فلسفه ذهن، متافیزیک، معرفت‌شناسی و منطق فلسفی هم تأثیر بسزایی داشته‌است.
یکی از معروف‌ترین و بحث انگیزترین نظریات او این است که تعداد نامحدودی از «جهان‌های ممکن» انضمامی و از لحاظ علّی مستقلی وجود دارند که جهان ما تنها یکی از آنها است.
او در فلسفه ذهن، استدلالی برای این همانی ذهن و مغز مطرح کرد که بر اصل صرفه‌جویی (تیغ اوکام) مبتنی نیست، بلکه بر پایه «تعدی این همانی» (قیاس مساوات) استوار است.
او همچنین با صورت دادن آزمون فکری «درد دیوانه و درد مریخی» اشکالی را بر فیزیکالیسم مطرح می‌کند و با تقریر خودش از نظریه این همانی سعی می‌کند به این اشکال پاسخ دهد.